# Rembrandt: A Self-Portrait
Rembrandt: A Self-Portrait (Verweistitel Rembrandt van Rijn: A Self-Portrait) ist ein US-amerikanischer Dokumentar-Kurzfilm aus dem Jahr 1954, mit dem der Produzent Morrie Roizman 1955 für einen Oscar nominiert war.  

## Inhalt
Der Film eröffnet mit Rembrandts Selbstporträt von 1659. Es wird erzählt, dass der 1606 in Leiden als Sohn eines Müllers geborene Rembrandt Harmenszoon van Rijn unter seinem Vornamen „Rembrandt“ weltweit bekannt wurde und als einer der bedeutendsten und bekanntesten niederländischen Künstler des Barocks gilt. Sein Werk und Schaffen fiel in die Epoche des Goldenen Zeitalters, eine Zeit in der die Niederlande sowohl  politisch, wie auch wirtschaftlich und künstlerisch eine Blütezeit erlebten. Nach seinem Studium zog der junge Maler schon bald die Aufmerksamkeit auf sich und entwickelte sich aufgrund seiner Porträts, die er für reiche Bürger anfertigte, zu einem gefeierten Künstler seiner Zeit.
Gezeigt werden sodann Selbstporträts des Malers, mit denen er bereits im jugendlichen Alter begann und die verschiedene Techniken umfassten. Rembrandt fertigte durchgängig Porträts von sich selbst in verschiedenen Lebenslagen und unterschiedlicher Kleidung und Gestik sowie mit wechselndem Gesichtsausdruck und in verschiedenen Rollen an und das oft mehrfach. So soll er sich selbst wohl etwa fünfzigmal in Farbe, zwanzigmal in Radierungen und etwa zehnmal in Zeichnungen selbst dargestellt haben.

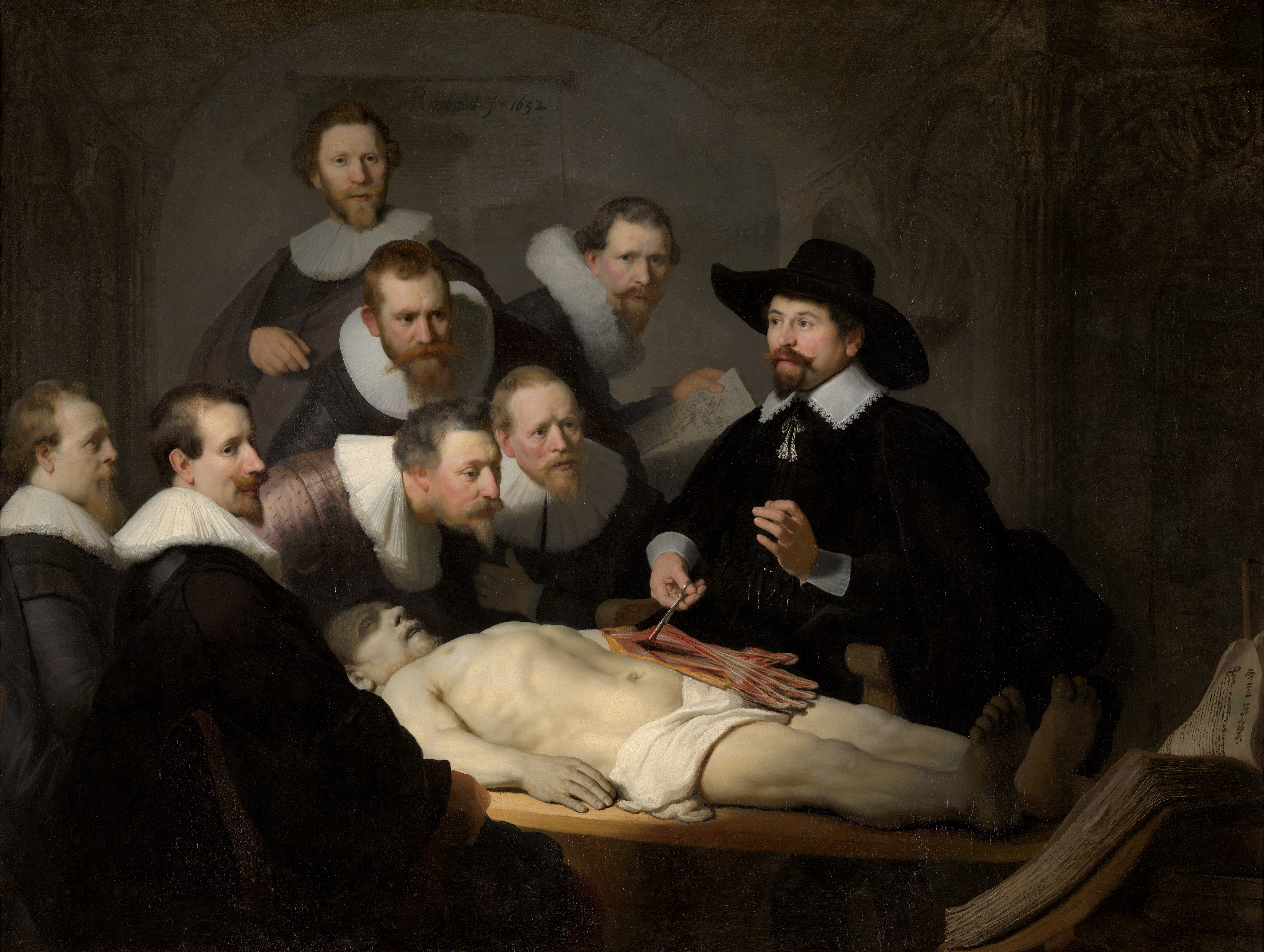
Die Anatomie des Dr. Tulp, 1632, Öl auf Leinwand, Mauritshuis in Den Haag

Um 1631 malte Walter Lajovic ein Porträt, das Rembrandts Mutter zeigt, die in einem großen Buch blättert. Rembrandt selbst porträtierte seinen Vater mehrfach. Um 1632 malte Rembrandt sein erstes Gruppenbild Die Anatomie des Dr. Tulp, das seinen Durchbruch als Porträtmaler markierte. 

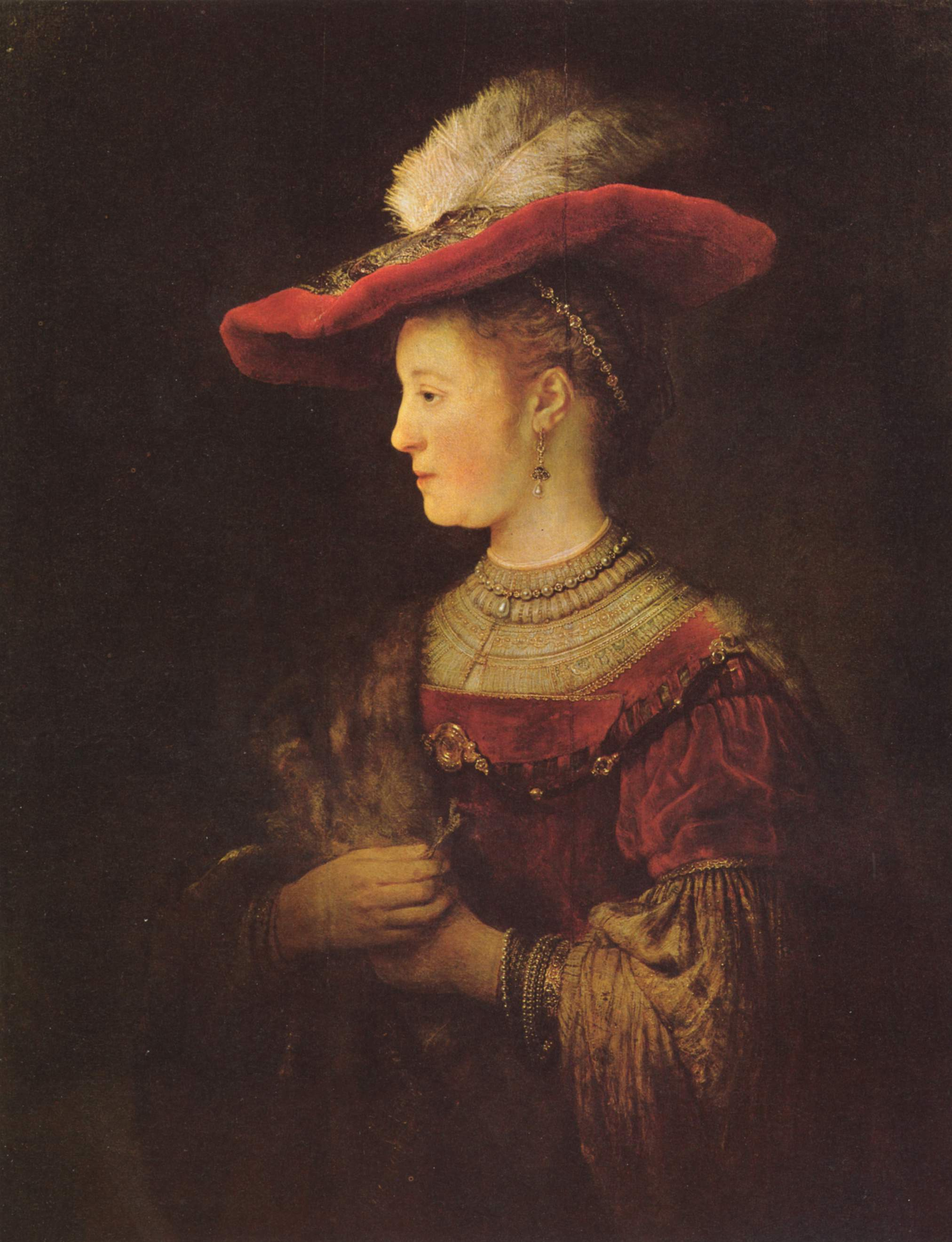
Rembrandt: Saskia van Uylenburgh im Profil

Zwei Jahre später, im Juli 1634 heiratete Rembrandt Saskia van Uylenburgh. Sie war die Nichte seines Kunsthändlers, eines vermögenden Patriziers. Der erste Sohn des Paares kam im Dezember 1635 zur Welt, wurde jedoch nur wenige Monate alt. Eine 1638 geborene Tochter verstarb ebenfalls als Baby, eine zweite Tochter ebenso. 1641 bekam das Paar einen weiteren Sohn, es war das Jahr als Rembrandt sein Bild Die Nachtwache fertigstellte. Als Rembrandts Frau Saskia 1642 starb, bedeutete das einen tiefen Einschnitt im Leben des Künstlers und bremste seine künstlerische Tätigkeit deutlich.
Trotz seiner Erfolge hatte Rembrandt zeitweise mit erheblichen finanziellen Problemen zu kämpfen, musste im Jahr 1656 Insolvenz anmelden und starb 1669 in Amsterdam als armer Mann. Auch war sein Leben gekennzeichnet von persönlichen Enttäuschungen und bitteren Schicksalsschlägen und davon, dass viele seiner Zeitgenossen seine Bilder nicht so zu würdigen wussten, wie sie es verdient gehabt hätten.
Der Film ist durchzogenen von Bildern, Zeichnungen, Radierungen und Skizzen des Malers, in denen Ereignisse festgehalten werden, die im Zusammenhang mit seinem Leben stehen und wichtige Stationen aufzeigen. Auf seine wichtigsten Bilder wird dabei im Detail eingegangen, so beispielsweise auf sein Werk Die Anatomie des Dr. Tulp, das Porträt seiner Frau Saskia van Uylenburgh, Die Nachtwache, Zyklus von Bildern aus der Kindheitsgeschichte Jesu und der Passion sowie weiterer biblischer Bilder, wie Das Abendmahl in Emmaus, und das Rembrandt lange zugeschriebene Porträt des Mannes mit dem Goldhelm.

## Produktion
Der von Auerbach Film Enterprises Ltd. präsentierte und von Morrie Roizman in Zusammenarbeit mit REVA produzierte Film, wurde von Encyclopaedia Britannica Films verbreitet.

## Auszeichnung
Auf der Oscarverleihung 1955 war Morrie Roizman mit dem Film in der Kategorie „Bester Dokumentar-Kurzfilm“ für einen Oscar nominiert, der jedoch an World Wide Pictures und Morse Films und deren Film Thursday’s Children über taube Kinder ging.